# Kim Hyun-joo
Kim Hyun-joo (김현주?, Kim Hyeon-juLR, Kim HyŏnjuMR; Goyang, 24 aprile 1977) è un'attrice e personaggio televisivo sudcoreana, nota per aver presentato nel 1998 i Seoul Music Award e per le sue interpretazioni nei ruoli da protagonista nelle serie televisive Yurigudu (2002), Toji, the Land (2004), Twinkle Twinkle (2011), What Happens to My Family? (2014), I Have a Lover (2015) e Hellbound (2021).

## Filmografia parziale

### Cinema
- Jung_E (정이, Jeong-i), regia di Yeon Sang-ho (2023)

### Televisione
- Sangdo (상도?) – serie TV (2001-2002)
- Yurigudu – serie TV (2002)
- Paramanjang Miss Kim 10eok mandeulgi (파란만장 미스 김 10억 만들?) – serie TV (2004)
- Gajokkkiri wae irae (가족끼리 왜 이래) – serie TV, 50 episodi (2014)
- Hellbound – serie TV (2021)
- Going to You at a Speed of 493km (너에게 가는 속도 493km?, Neo-ege ga-neun sokdo 493kmLR) – serie TV (2022)
- I binari del destino (트롤리?, TeurolliLR) – serie TV (2022-2023)
- Eredità sepolta (선산?, SeonsanLR) – serie TV (2024)

## Riconoscimenti
- MBC Drama Awards
  - 1998 – vincitrice del premio Best New Actress

- SBS Drama Awards
  - 1998 – vincitrice del premio Best New Actress